# 邵庚
邵庚（1973年1月26日—），出生于中国天津市。是已退役的中国足球运动员，曾经效力于天津泰达、武汉红桃K和厦门红狮。

## 职业生涯
邵庚于1972年出生于天津市，少年时期曾经进入北京部队队训练比赛。1994年职业化甲A联赛开始，邵庚代表八一队参加联赛，司职后腰，但当时的八一队中人才济济，邵庚出场机会不多，并于赛季结束后返回北京部队。1995年北京部队队解散，邵庚在时任天津队主教练蔺新江的帮助下自由转会至天津三星队，担任主力左边后卫长达四个赛季。1999年，天津队聘请国内名帅金志扬执教球队，邵庚的主力位置被于光和田玉来取代，出场顺位甚至排在赛季前改打左后卫的老将霍建霆之后。在全年都没有上场机会的情况下，他转会至武汉红桃K，一年后转会至厦门红狮，2003年退役。

## “过关斩将”进球
1996年甲A联赛第十轮，天津三星队主场对阵广州松日，第60分钟，天津队进攻受阻，邵庚从接近中场的位置拿球，连续过掉五名防守队员，面对门将劲射得分。这粒进球入选了当年联赛最佳进球。